# NGC 6728
NGC 6728 este o galaxie situată în constelația Scutul. A fost descoperită în 16 iunie 1784 de către William Herschel. Se află la o distanță de 1.000 de parseci de Pământ.